# Ali Hamdi
Ali Hamdi (2 november 1989) is een Belgische atleet die gespecialiseerd is in de middellange afstand. Hij veroverde drie Belgische titels.

## Biografie
Hamdi nam in 2011 op de 1500 m deel aan de Europese kampioenschappen U23. Hij werd na een val kansloos uitgeschakeld. In 2019 werd hij op deze afstand Belgisch indoorkampioen.
In het veldlopen werd Hamdi in 2017 en 2019 Belgisch kampioen korte cross.
Hamdi was aangesloten bij Atletiekclub Grimbergen en stapte eind 2014 over naar Daring Club Leuven Atletiek (DCLA).

## Belgische kampioenschappen
Outdoor
| Onderdeel | Jaar       |
| --------- | ---------- |
| veldlopen | 2017, 2019 |

Indoor
| Onderdeel | Jaar |
| --------- | ---- |
| 1500 m    | 2019 |

## Persoonlijke records
Outdoor
| Onderdeel   | Prestatie | Datum            | Plaats             |
| ----------- | --------- | ---------------- | ------------------ |
| 800 m       | 1.48,40   | 13 juli 2010     | Naimette-Xhovémont |
| 1500 m      | 3.38,65   | 9 juli 2017      | Brussel            |
| 1 Eng. mijl | 4.02,51   | 18 augustus 2012 | Kessel-Lo          |
| 3000 m      | 8.03,34   | 6 augustus 2016  | Huizingen          |

Indoor
| Onderdeel | Prestatie | Datum            | Plaats |
| --------- | --------- | ---------------- | ------ |
| 1500 m    | 3.48,39   | 18 februari 2012 | Gent   |
| 3000 m    | 8.11,42   | 16 februari 2020 | Gent   |

## Palmares

### 1500 m
- 2011: 15e in reeks EK U23 te Ostrava – 4.08,73
- 2012:  BK AC – 3.46,14
- 2013: 10e Universiade te Kazan – 3.44,38
- 2016:  BK AC – 3.53,88
- 2018:  BK AC – 3.54,32
- 2019:  BK indoor AC – 3.52,23

### veldlopen
- 2010:  BK korte cross te Oostende
- 2012:  BK korte cross te Oostende
- 2014:  BK korte cross te Wachtebeke
- 2017:  BK korte cross te Wachtebeke
- 2019:  BK korte cross te Laken